# Orestiada
Orestiada (in greco Ορεστιάδα?) è un comune della Grecia situato nella periferia della Macedonia orientale e Tracia (unità periferica di Evros) con 39.375 abitanti secondo i dati del censimento 2001
A seguito della riforma amministrativa detta Programma Callicrate in vigore dal gennaio 2011 che ha abolito le prefetture e accorpato numerosi comuni, la superficie del comune è ora di 956 km² e la popolazione è passata da 21.730 a 39.375 abitanti

## Geografia fisica
Orestiada sorge nell'estremo lembo nord-orientale della Grecia, nella vallata del fiume Evros, che demarca la frontiera con la Turchia. È situata da 114 km a nord di Alessandropoli, a 57 km a sud-est della città bulgara di Svilengrad e a 26 km a sud della città turca di Edirne.

## Storia
Il centro principale fu fondato dopo lo scambio di popolazioni tra Grecia e Turchia del 1922.

## Geografia antropica
Con il varo del piano Callicrate del 2011 la municipalità di Orestiada ha integrato nel suo territorio le seguenti municipalità:
- Kyprinos
- Trigono
- Vyssa

### Località
- Orestiada (Orestiada, Lepti, Neos Pyrgos, Palaia Sagini, Sakkos)
- Ampelakia
- Chandras
- Megali Doxipara
- Neo Cheimonio
- Neochori (Neochori, Patagi)
- Thourio
- Valtos

## Infrastrutture e trasporti

### Strade
Orestiada è attraversata dalla strada nazionale 51, la quale costituisce lo spezzone finale della strada europea E85.

### Ferrovie
Orestiada dispone di una propria stazione lungo la linea Svilengrad-Alessandropoli.